# 渡辺拓海
渡辺 拓海（わたなべ たくみ、1990年10月1日 - ）は、日本の男性声優。神奈川県出身。アーツビジョン所属。

## 略歴
母がアニメやゲームが好きであり、自宅に声優雑誌が置かれていた環境で育ったことから、声優を意識する以前に気づいた時に声優業を知っていたという。小学時代にゲームプログラマーになりたいと思っていたが、中学時代にゲームがフルボイスになってから声優のような表現の仕事も良いと思い始めたという。また、吹奏楽部のソロコンテストにも出場したことがあり、チューバを演奏し、『ヘイ・ジュード』をピアノ伴奏付きで吹いた時にどんな曲か調べ、吹く気持ちを考えて表現することが楽しかったという。それらの気持ちを大切にしようといった思いが自身の好きなゲームの声優に重なり、膨らんで目指そうと思ったと語っている。
中学3年生の頃に母に「声優科のある学校に行きたい」と言ったが、「高校は普通科に行って」と言われたことから、声優になった時に普通の生活から見えるものと感じられるもの、吸収できるものについてはとても大事だという思いから納得し、「1年間アルバイトをしてお金を貯めるから、2年生になったら日ナレに通わせてほしい」と母に伝え、高校時代の学業を大切にするため、週1回学べる日本ナレーション演技研究所に入所。研修科2年目終了後、所内オーディションに合格しアーツビジョンに所属となった。その後、テレビアニメ『エリアの騎士』で声優デビュー。

## 人物
趣味は読書、ジョギング。特技は点字読解。

## 出演
太字はメインキャラクター。

### テレビアニメ
2012年
- エリアの騎士（真屋信之介）

2013年
- 帰宅部活動記録（ラノベ主人公、勇者バク）
- 銀の匙 Silver Spoon（2013年 - 2014年、河合隼人、木野広行） - 2シリーズ
- たまゆら〜もあぐれっしぶ〜
- 忍たま乱太郎（タソガレドキ忍者）

2014年
- 彼女がフラグをおられたら（生徒D）
- ゴールデンタイム（長谷川）
- selector infected WIXOSS（男子生徒）
- ドラえもん（テレビ朝日版第2期）（2014年 - 2019年、若者B、警察官、宇宙人A、びっくり箱、警官 他）
- ハイキュー!!（2014年 - 2020年、芝山優生） - 4シリーズ / 2015年に総集編『終わりと始まり』劇場上映
- ノブナガン（ミハエル・アロンソ、兵士B）
- 魔法科高校の劣等生（テツ、二高選手）
- マジンボーン（職員、オペレーター）
- 名探偵コナン（2014年 - 2019年、TVスタッフ、ゾンビ男、レポーター）

2015年
- 俺物語!!（中学の友達2）
- 四月は君の嘘（男子生徒）
- 食戟のソーマ（男子学生D）
- 探偵チームKZ事件ノート（男子中学生1、不良1）
- やはり俺の青春ラブコメはまちがっている。続（海浜高校生徒）
- 遊☆戯☆王ARC-V（桜木ユウ、竹田真、炎城ムクロ、柿本）
- 少年ハリウッド -HOLLY STAGE FOR 50-（友人）

2016年
- 12歳。〜ちっちゃなムネのトキメキ〜（エイコー） - 2シリーズ

2017年
- プリプリちぃちゃん!!（サル）
- TSUKIPRO THE ANIMATION（2017年 - 2021年、菱田満） - 2シリーズ
- ROBOMASTERS THE ANIMATED SERIES（ルー）

2018年
- 一人之下 羅天大醮篇/全性篇（蕭霄）

2019年
- あんさんぶるスターズ!（高峯翠）
- 異世界チート魔術師（マルケーゼ）

2020年
- デュエル・マスターズ シリーズ（2020年 - 2022年、U·S·A·SSIN、コスパンダメソッド、イッスン・スモールワールド、ギラミリオン〈クーカイ.Star〉、ボントボ 他） - 4シリーズ
- 文豪とアルケミスト 〜審判ノ歯車〜（徳田秋声）
- 社長、バトルの時間です!（同期）

### 劇場アニメ
- ベルセルク
- STAND BY ME ドラえもん（2014年）
- 劇場版ハイキュー!! ゴミ捨て場の決戦（2024年、芝山優生[9]）

### OVA
- 黒執事 Book of Murder（2014年、パトリック・フェルペス）
- 12歳。（2015年 - 2016年、エイコー）※コミックス第6・7・9巻限定版
- ハイキュー!! 陸 VS 空（2020年、芝山優生[10]）

### ゲーム
2014年
- コアマスターズ（クンマー）
- 12歳。（2014年 - 2017年、エイコー） - 3作品
- ハイキュー!! 繋げ!頂の景色!!（芝山優生）

2015年
- あんさんぶるスターズ！ / !! Basic（2015年 - 2020年、高峯翠）

2016年
- ぐるぐる召喚マジカルギア（ライデン）
- ドラえもん 新・のび太の日本誕生（クラヤミ族A）
- VIIDOG CODE -ヴィドッグ・コード-（三追十貴）
- 遊☆戯☆王デュエルモンスターズ 最強カードバトル！
- 文豪とアルケミスト（徳田秋声）

2017年
- 妖恋〜うつつで君と恋をする〜（影郎）
- パラノーマル・キス -Paranormal Kiss-（菅原春苑）

2018年
- Food Fantasy-フードファンタジー-（エッグノッグ）

2020年
- あんさんぶるスターズ!! Music（高峯翠）
- 逆転オセロニア（アルザロ）
- デスティニーチャイルド（ユミル）

### ドラマCD
- 艶漢 2（鶴賀）
- ALIVE Growth DramaCD vol.2（菱田満）
- そうしそうあい（川崎拓）

### BLCD
- 滴る牡丹に愛〜レオパード白書 3〜（ヤクザ1）
- NightS -ナイツ-（松田）
- 東京陰陽師〜天現寺橋 怜の場合〜 V Edition（襲）※初回特典CD
- 花のみぞ知る（池島、電車アナウンスA）
- 不機嫌彼氏のなだめ方（アンジェロ）
- 不測ノ恋情（真也）
- 僕はすべてを知っている（七尾）
- ドS先生に愛されてたまるか（ナオ）

### 吹き替え

#### 映画
- IT/イット “それ”が見えたら、終わり。（マイク・ハンロン〈チョーズン・ジェイコブス〉[19]）
  - IT/イット THE END “それ”が見えたら、終わり。[20]
- 最高に素晴らしいこと（セオドア・フィンチ）
- ゼロ タウン 始まりの地
- ヒトラーの忘れもの（ヴェルナー・レスナー）

#### ドラマ
- iゾンビ シーズン1（ジェローム）
- ヴァイキング 〜海の覇者たち〜 シーズン5（グズルム）
- クイーン・メアリー 愛と欲望の王宮‐決断‐（シャルル）
- ゲットダウン（エゼキエル・フィゲロ）
- スキャンダル 託された秘密
- ブラインドスポット タトゥーの女 シーズン2

#### テレビ番組
- ワルノリ! どっきりギャング（チャンス）
- マイティ・マジソード

### プラネタリウム
- つくばエキスポセンター 『アイヌの星』（少年）
- 高崎市少年科学館 『星恋〜コトバは宇宙にあこがれる』（男の子）

### ナレーション
- なぜ東堂院聖也16歳は彼女が出来ないのか?（2014年）

## ディスコグラフィ

### キャラクターソング
| 発売日         | 商品名                                                        | 歌                     | 楽曲                                               | 備考                                                     |
| -------------- | ------------------------------------------------------------- | ---------------------- | -------------------------------------------------- | -------------------------------------------------------- |
| 2015年12月23日 | あんさんぶるスターズ！ ユニットソングCD Vol.5 流星隊          | 流星隊                 | 「夢ノ咲流星隊歌」 「天下無敵☆メテオレンジャー！」 | ゲーム『あんさんぶるスターズ！』関連曲                   |
| 2016年11月23日 | あんさんぶるスターズ！ ユニットソングCD 2nd Vol.05 流星隊     | 流星隊                 | 「五色のShooting☆Star!!!!!」 「流星花火」          | ゲーム『あんさんぶるスターズ！』関連曲                   |
| 2017年8月9日   | あんさんぶるスターズ！ ユニットソングCD 3rd Vol.01 流星隊     | 流星隊                 | 「SUPER NOVA REVOLU5TAR」 「GROWING STARRY DAYS」  | ゲーム『あんさんぶるスターズ！』関連曲                   |
| 2018年3月7日   | あんさんぶるスターズ！アルバムシリーズ 流星隊                 | 流星隊                 | 「アンリミテッド☆パワー!!!!!」                     | ゲーム『あんさんぶるスターズ！』関連曲                   |
| 2018年3月7日   | あんさんぶるスターズ！アルバムシリーズ 流星隊                 | 高峯翠（渡辺拓海）     | 「真昼の残像」                                     | ゲーム『あんさんぶるスターズ！』関連曲                   |
| 2018年3月23日  | brilliant                                                     | ZIX                    | 「brilliant」 「BML」                              | 『ツキノ芸能プロダクション』関連曲                       |
| 2019年8月14日  | Stars' Ensemble!                                              | 夢ノ咲ドリームスターズ | 「Stars' Ensemble!」                               | テレビアニメ『あんさんぶるスターズ！』オープニングテーマ |
| 2019年11月27日 | あんさんぶるスターズ！ EDテーマ集 VOL.04                      | 流星隊                 | 「メテオ・スクランブル☆流星隊！」                  | テレビアニメ『あんさんぶるスターズ！』エンディングテーマ |
| 2020年8月26日  | BRAND NEW STARS!!                                             | ESオールスターズ       | 「BRAND NEW STARS!!」                              | ゲーム『あんさんぶるスターズ!!』主題歌                   |
| 2020年8月26日  | BRAND NEW STARS!!                                             | ESオールスターズ       | 「Walk with your smile」                           | ゲーム『あんさんぶるスターズ!!』関連曲                   |
| 2020年9月11日  | Z.I.X.A.G.                                                    | ZIX                    | 「Z.I.X.A.G.」 「アウトサイダーダンス」            | 『ツキノ芸能プロダクション』関連曲                       |
| 2021年2月24日  | あんさんぶるスターズ!! ESアイドルソング season1 流星隊        | 流星隊                 | 「彗星HALATION」 「BRAND NEW STARS!!」             | ゲーム『あんさんぶるスターズ!!』関連曲                   |
| 2021年6月23日  | FUSIONIC STARS!!                                              | ESオールスターズ       | 「FUSIONIC STARS!!」                               | ゲーム『あんさんぶるスターズ!!』関連曲                   |
| 2022年1月22日  | あんさんぶるスターズ!! FUSION UNIT SERIES 06 流星隊 × Knights | 流星隊、Knights        | 「青春Emergency」                                  | ゲーム『あんさんぶるスターズ!!』関連曲                   |
| 2022年1月22日  | あんさんぶるスターズ!! FUSION UNIT SERIES 06 流星隊 × Knights | 流星隊                 | 「FUSIONIC STARS!!」                               | ゲーム『あんさんぶるスターズ!!』関連曲                   |
| 2024年6月26日  | Stars' Ensemble!                                              | 夢ノ咲ドリームスターズ | 「Stars' Ensemble!」                               | ゲーム『あんさんぶるスターズ!!』関連曲                   |
| 2024年6月26日  | BRAND NEW STARS!!                                             | ESオールスターズ       | 「BRAND NEW STARS!!」 「Walk with your smile」     | ゲーム『あんさんぶるスターズ!!』関連曲                   |
| 2024年6月26日  | FUSIONIC STARS!!                                              | ESオールスターズ       | 「FUSIONIC STARS!!」                               | ゲーム『あんさんぶるスターズ!!』関連曲                   |